# Chris Webber

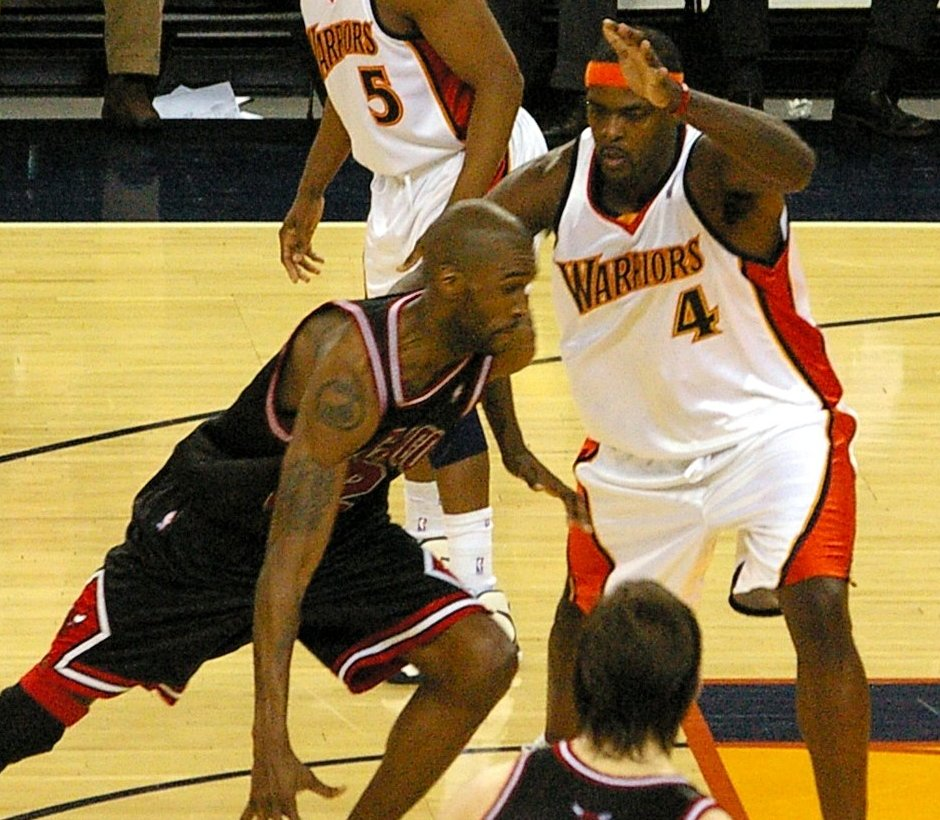
Chris Webber (till höger) 2008.

Mayce Edward Christopher "Chris" Webber III, född 1 mars 1973 i Detroit i Michigan, är en amerikansk före detta basketspelare.

## Lag
- Golden State Warriors (1993–1994)
- Washington Bullets / Wizards (1994–1998)
- Sacramento Kings (1998–2005)
- Philadelphia 76ers (2005–2007)
- Detroit Pistons (2007)
- Golden State Warriors (2008)

## Fotnoter
1. ↑  College Basketball at Sports-Reference.com, läst: 28 juli 2020.[källa från Wikidata]
2. ↑  RealGM, RealGM basketbollspelar-ID: 840, läst: 4 april 2022.[källa från Wikidata]
3. ↑  läs online, www.hoophall.com .[källa från Wikidata]